# Князь Церкви
Князь Церкви — церковний титул, що в даний час застосовується до кардиналів Римо-католицької та Греко-католицької церкви. В дипломатичних протоколах до них ставляться так само, як до принців королівської крові.
Історично термін мав більш широке значення й відносився до вищих рангів священнослужителів (магістрів орденів, єпископів, архієпископів і навіть абатів), чиє служіння давало їм високий світський ранг і привілеї князів або прирівнювало їх до князів.
Неофіційно представники вищих ешелонів Церкви (кардиналів, митрополитів, патріархів) також іноді називаються «Князями Церкви».
За аналогією зі світськими князями та принцами, у широкому значенні — правителів будь-якої середньовічної держави у феодально-класовому суспільстві було доцільно вважати найвищих членів духовенства за представників найвищого класу тогочасного суспільства.
Часто вищі духовні особи, наприклад, єпископи, мали за протоколом право першості перед іншими аристократами і займали перші місця на найвищих зборах, включаючи суди і засідання законодавчих органів.
У Священній Римській імперії існував інститут князів-єпископів, що мали як світський, так і церковний титул. Найбільш впливові з них брали участь у виборах імператора (архієпископи Кельна, Майнца і Тріра). Побідні привілеї для Князів Церкви існували також в Англії, Угорщині та інших країнах.
Оскільки в Європі з деякого часу серед молодших синів монархічних та князівських династій було звичаєм робити церковну кар'єру, особливо серед тих, хто не успадковував батьківських титулів, члени королівських родин та вища аристократія почали займати багато з високих церковних посад (абати, єпископи, кардинали).